# Санта-Марія-де-Сардора
Санта-Марія-де-Сардора (порт. Santa Maria de Sardoura; МФА: [ˈsɐ̃.tɐ mɐ.ˈɾi.ɐ dɨ saɾ.ˈdo.ɾɐ]) — парафія в Португалії, у муніципалітеті Каштелу-де-Пайва. Розташована в західній частині країни, на теренах історичної португальської провінції Бейра. Входить до складу округу Авейру. За адміністративним поділом, чинним до 1976 року, терени парафії були складовою провінції Берегове Дору. Належить до Авейрівської діоцезії Католицької церкви. Патрон — Діва Марія. Площа — 10,0633 км². Населення — 2538 ос. (2011). Слабо урбанізований регіон. Густота населення — 252,2 осіб/км²
. Код — 010607.

## Географія

Каштелу-де-Пайва (2013)

## Населення
| Кількість мешканців | Кількість мешканців | Кількість мешканців | Кількість мешканців | Кількість мешканців | Кількість мешканців | Кількість мешканців | Кількість мешканців | Кількість мешканців | Кількість мешканців | Кількість мешканців | Кількість мешканців | Кількість мешканців | Кількість мешканців | Кількість мешканців |
| ------------------- | ------------------- | ------------------- | ------------------- | ------------------- | ------------------- | ------------------- | ------------------- | ------------------- | ------------------- | ------------------- | ------------------- | ------------------- | ------------------- | ------------------- |
| 1864                | 1878                | 1890                | 1900                | 1911                | 1920                | 1930                | 1940                | 1950                | 1960                | 1970                | 1981                | 1991                | 2001                | 2011                |
| 1.157               | 1.069               | 1.414               | 1.256               | 1.308               | 1.382               | 1.794               | 1.524               | 2.224               | 2.514               | 2.605               | 2.755               | 2.745               | 2.698               | 2.538               |